# ミルコ・グラボヴァツ
ミルコ・グラボヴァツ（クロアチア語: Mirko Grabovac、1971年9月19日 - ）は、クロアチアの元サッカー選手、サッカー指導者。かつてはシンガポールに帰化していたため、シンガポール代表としての出場経験がある。

## 経歴
ユーゴスラビア社会主義連邦共和国クロアチア社会主義共和国に生まれ、地元のNKプリモラツ1929でサッカー選手となる。その後、同国内のチームを転々とし、1999年にシンガポールのSリーグに移籍。移籍したシンガポール・アームド・フォーシズFCでは1999年から2002年まで4年連続の得点王を獲得し、タンピネス・ローバースFCに移籍した後も2005年に得点王を獲得する活躍をした。また、2000年にはSリーグ最優秀選手も獲得した。
シンガポール・アームド・フォーシズFC時代にはSリーグで143得点、クラブの国際試合で7試合を挙げる活躍をした。また、タンピネス・ローバースFC時代の2007年にはシンガポール・カップの準決勝のバンコク大学FC戦で得点し、これによってエグマル・ゴンザルヴェスの所有していたSリーグ239得点を抜く240得点目を達成した。
その後、センカン・プンゴルに選手兼アシスタントコーチとして移籍した。しかしながら、定期的に行われるシャトルランに2連続落第したため、世話人に降格した。その後、所属メンバーが変わるとシンガポールを去って故郷に帰り、国籍もクロアチアに戻した。

## タイトル

### クラブ
シンガポール・アームド・フォーシズFC
- Sリーグ: 2000, 2002
- シンガポール・カップ: 1999

タンピネス・ローバースFC
- Sリーグ: 2004, 2005
- シンガポール・カップ: 2004, 2006
- ASEANクラブチャンピオンシップ: 2005

### 個人
- Sリーグ得点王: 1999, 2000, 2001, 2002, 2005
- Sリーグ年間最優秀選手: 2000
- Sリーグ・プレイヤー・オブ・ディケイド